# هيرمان راستر
هيرمان راستر (بالإنجليزية: Hermann Raster)‏ (6 مايو 1827 - 24 يوليو 1891)، أمريكي ألماني من ثوار عام 1848، وهو كذلك كاتب، وإبطاليّ (مناهض للاسترقاق ومؤيد لإبطال شرعيته القانونية)، وزعيم سياسي جمهوريّ اشتهر بمسيرته المهنية رئيسًا لتحرير جريدة  إلينوي ستاتس-زيتونج ومالكًا مشاركًا لها بين عاميّ 1867 و 1891 وبفترة توليه منصب محصل الإيرادات الداخلية للدائرة الأولى في إلينوي. عاد إلى أوروبا عندما بدأت صحته في التدهور عام 1890 وتوفيَّ أثناء شغله منصب القنصل العام الأمريكيّ في برلين.

## بدايات حياته
وُلِد راستر في تسيربست، أنهالت دساو في 6 مايو 1827 لعائلة من الأرستقراطيين. كان والده، رجل الدولة كريستيان راستر، المسؤول الإداري والصديق المقرب لدوق أنهالت، ليوبولد الرابع. كان هيرمان واحدًا من ثمانية أطفال، وأخوته بالترتيب هم لويز، وألكسندر، وفيلهلم، وغوستاف، (ثم هيرمان)، وأسكان، وولفجانج، وصوفي. أصر كريستيان على أن يتعلم هيرمان الصغير اللغة الإنجليزية وأحضر له مدرسًا من إنجلترا. وبوصوله سن الرشد، كان يجيد سبع لغات. تخرج من جامعة لايبتزغ عام 1846 ثم من جامعة هومبولت في برلين عام 1848. في عام 1849، حصل على وظيفة كاتب اختزال في الهيئة التشريعية في أنهالت. كان منخرطًا للغاية في المشهد السياسي الليبرالي الألماني في أواخر أربعينيات القرن التاسع عشر، وفي عام 1848 عُيِّن أمينًا لجمعية ولاية دساو. في عام 1851، أُرغم على مغادرة ألمانيا وإلا كان ليُحاكم بسبب أعماله.

## نيويورك
راستر في عام 1882
وصل هيرمان إلى مدينة نيويورك في يوليو 1851 عمل أولًا قاطع أخشاب في مزرعة بالقرب من تيوغا، بنسلفانيا. ثم غادر إلى بوفالو في ربيع عام 1852، بعد قبوله منصب رئيس تحرير صحيفة بافالو ديموكرات. نمت سمعة راستر الصحفية بسرعة وعُيَّن في فبراير 1853، رئيسًا لتحرير صحيفة نيويورك أبيندزيتونج، أكثر الصحف المنشورة باللغة الألمانية تأثيرًا في ذلك الوقت. كان لديه زوجة، إميليا بيرتا هان راستر، المولودة عام 1836، وابنة ماتيلد من مواليد عام 1855. في أثناء إقامته في نيويورك، أصبح عضوًا نشطًا في الحزب الجمهوري. في عام 1856، أصبح ناخباً في انتخابات الرئاسة الأمريكية 1856. كان راستر مؤثرًا في قيادة تحول الأمريكيين الألمان إلى التصويت للحزب الجمهوري عام 1856، مؤثرًا على الرأي العام الألماني من خلال مقالاته المؤيدة للاتحاد والمناهضة للاسترقاق في الصحافة الألمانية، والداعمة لقضية الحرية الشخصية. كان مؤيدًا قويًا للغاية لأبراهام لينكون وساعد في إقناع الجاليات الألمانية والأوروبية بالتصويت للجمهوريين. توفيت زوجته إميليا في 14 أكتوبر 1861 عن عمر 25 عامًا لسبب غير معروف. ودُفِنَت في مقبرة إيفرجرينز في نيويورك. خلال الحرب الأهلية الأمريكية، كان المراسل الأمريكي الأساسي للصحف في برلين وبريمن وفيينا وغيرهم من مدن وسط أوروبا، وكان يُعتبر أكثر فعالية في الحملات من أجل القضية الأمريكية في ألمانيا من أي سياسي في ذلك الوقت. عاد إلى ألمانيا لفترة وجيزة خلال الحرب لحشد الدعم للاتحاد والعثور على مستثمرين لسندات الاتحاد. حتى عام 1867، كان أيضًا واجونماستر في دائرة جمارك الولايات المتحدة في مدينة نيويورك.